# Berolina (Radsportteam)
Berolina war ein deutsches professionelles Radsportteam. Sponsor war ein Zusammenschluss verschiedener Unternehmen aus West-Berlin.

## Geschichte
Das Team bestand nur in der Saison 1961. Sportlicher Leiter war der ehemalige Radrennfahrer Hans Preiskeit. Die bedeutendsten Erfolge waren der Sieg im Steherrennen bei den UCI-Bahn-Weltmeisterschaften und bei der Deutschen Meisterschaft im Steherrennen durch Karl-Heinz Marsell. Dieter Puschel gewann das Eintagesrennen um den Großen Preis Fichtel & Sachs. Das Team startete in der Deutschland-Rundfahrt 1961.

## Erfolge
1961
- Weltmeisterschaft – Steherrennen
- Deutsche Meisterschaft – Steherrennen
- Großer Preis Fichtel & Sachs

## Bekannte Fahrer
- Otto Altweck
- Karl-Heinz Marsell
- Dieter Puschel